# العلاقات السيراليونية النيوزيلندية
العلاقات السيراليونية النيوزيلندية هي العلاقات الثنائية التي تجمع بين سيراليون ونيوزيلندا.

## مقارنة بين البلدين
هذه مقارنة عامة ومرجعية للدولتين:
| وجه المقارنة                                              | سيراليون       | نيوزيلندا                                              |
| --------------------------------------------------------- | -------------- | ------------------------------------------------------ |
| المساحة (كم2)                                             | 71.74 ألف      | 268.02 ألف                                             |
| عدد السكان (نسمة)                                         | 7.56 مليون     | 4.24 مليون                                             |
| الكثافة السكانية (ن./كم²)                                 | 105.38         | 15.82                                                  |
| العاصمة                                                   | فريتاون        | ويلينغتون، أوكلاند                                     |
| اللغة الرسمية                                             | لغة إنجليزية   | لغة إنجليزية، اللغة الماورية، لغة الإشارة النيوزيلندية |
| العملة                                                    | ليون سيراليوني | دولار نيوزيلندي، الجنيه النيوزيلندي                    |
| الناتج المحلي الإجمالي (بليون دولار)                      | 3.77 مليار     | 205.85 مليار                                           |
| الناتج المحلي الإجمالي (تعادل القوة الشرائية) بليون دولار | 10.13 مليار    |                                                        |
| الناتج المحلي الإجمالي الاسمي للفرد دولار أمريكي          | 653            |                                                        |
| الناتج المحلي الإجمالي للفرد دولار أمريكي                 | 1.97 ألف       |                                                        |
| مؤشر التنمية البشرية                                      | 0.413          | 0.914                                                  |
| رمز المكالمات الدولي                                      | +232           | +64                                                    |
| رمز الإنترنت                                              | .sl            | .nz                                                    |
| المنطقة الزمنية                                           | 00             | ت ع م+13:00، ت ع م+12:00                               |

## منظمات دولية مشتركة
يشترك البلدان في عضوية مجموعة من المنظمات الدولية، منها:
| علم المنظمة | اسم المنظمة                               | تاريخ انضمام سيراليون | تاريخ انضمام نيوزيلندا |
| ----------- | ----------------------------------------- | --------------------- | ---------------------- |
|             | مؤسسة التنمية الدولية                     | 13 نوفمبر 1962        | 1 أكتوبر 1974          |
|             | يونسكو                                    | 28 مارس 1962          | 4 نوفمبر 1946          |
|             | مؤسسة التمويل الدولية                     | 10 سبتمبر 1962        | 31 أغسطس 1961          |
|             | منظمة حظر الأسلحة الكيميائية              | ?                     | ?                      |
|             | الأمم المتحدة                             | 27 سبتمبر 1961        | 24 أكتوبر 1945         |
|             | الاتحاد الدولي للاتصالات                  | 30 ديسمبر 1961        | 3 يونيو 1878           |
|             | منظمة الشرطة الجنائية الدولية             | ?                     | ?                      |
|             | البنك الدولي للإنشاء والتعمير             | 10 سبتمبر 1962        | 31 أغسطس 1961          |
|             | الاتحاد البريدي العالمي                   | ?                     | ?                      |
|             | المركز الدولي لتسوية المنازعات الاستشارية | 14 أكتوبر 1966        | 2 مايو 1980            |
|             | وكالة ضمان الاستثمار متعدد الأطراف        | 20 يونيو 1996         | 22 أبريل 2008          |
|             | منظمة التجارة العالمية                    | ?                     | ?                      |
|             | دول الكومنولث                             | 1961                  | ?                      |

## وصلات خارجية
- موقع وزارة الخارجية النيوزيلندية